# First Division 2005 (Irlanda)
Fu la ventunesima stagione della League of Ireland First Division e vennero promosse: lo Sligo Rovers e tramite play-off il Dublin City.

## First Division
| Pos. | Squadra         | G  | V  | N  | P  | GF | GS | DR  | Pt |
| ---- | --------------- | -- | -- | -- | -- | -- | -- | --- | -- |
| 1    | Sligo Rovers    | 36 | 15 | 16 | 5  | 45 | 27 | +18 | 61 |
| 2    | Dublin City     | 36 | 15 | 14 | 7  | 57 | 34 | +23 | 59 |
| 3    | Cobh Ramblers   | 36 | 15 | 11 | 10 | 49 | 40 | +9  | 56 |
| 4    | Kilkenny City   | 36 | 15 | 8  | 13 | 46 | 35 | +11 | 53 |
| 5    | Galway United   | 36 | 14 | 11 | 11 | 46 | 43 | +3  | 53 |
| 6    | Dundalk         | 36 | 12 | 13 | 11 | 44 | 40 | +4  | 49 |
| 7    | Limerick        | 36 | 13 | 9  | 14 | 44 | 49 | -5  | 48 |
| 8    | Kildare County  | 36 | 10 | 11 | 15 | 33 | 42 | -9  | 41 |
| 9    | Monaghan United | 36 | 9  | 9  | 18 | 36 | 66 | -30 | 36 |
| 10   | Athlone Town    | 36 | 6  | 10 | 20 | 28 | 52 | -24 | 28 |

G = Partite giocate; V = Vittorie; N = Nulle/Pareggi; P = Perse; GF = Goal fatti; GS = Goal subiti; DR = Differenza reti;